# Diporeia kendalli
Diporeia kendalli är en kräftdjursart som först beskrevs av Norton 1909.  Diporeia kendalli ingår i släktet Diporeia och familjen Pontoporeiidae. Inga underarter finns listade i Catalogue of Life.